# Chiesa di Maria Santissima Immacolata e San Rocco
La chiesa di Maria Santissima Immacolata e San Rocco è un luogo di culto cattolico di Palmi. L'edificio è ubicato nel centro storico cittadino e prospetta sulla piazza San Rocco. Chiamata anche chiesa dell'Immacolata o chiesa di San Rocco, è sede dell'omonima confraternita e, al suo interno, custodisce le venerate statue dei due santi titolari.

## Storia

### Chiesa di San Rocco

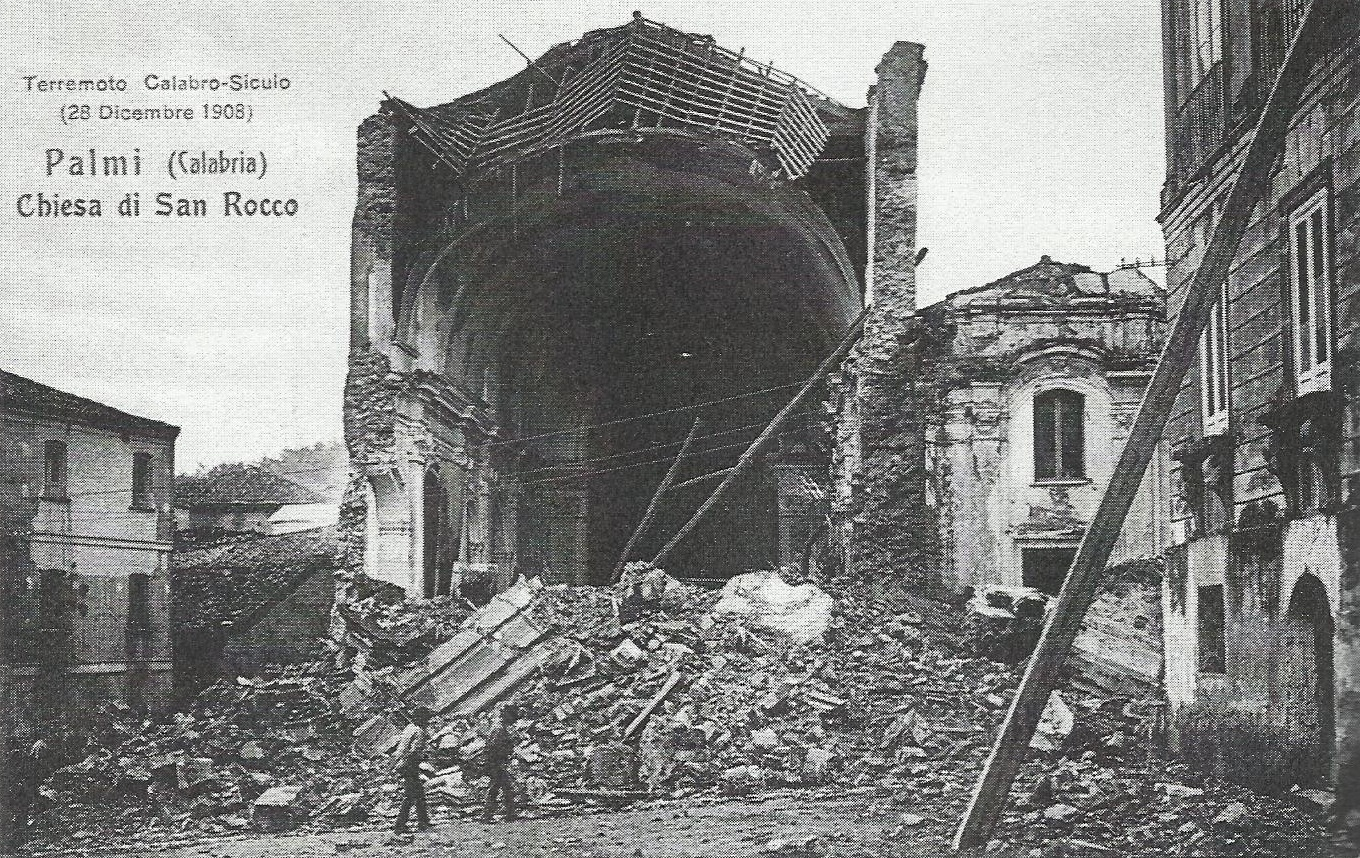
L'antica chiesa di san Rocco, danneggiata dal terremoto del 1908, con accanto l'oratorio dell'Immacolata.

Nel 1586 è attestata in Palmi una chiesa dedicata a san Rocco, poiché citata nei documenti della visita ex limina in città di mons. Marco Antonio Del Tufo, vescovo della Diocesi di Mileto; sull'altare maggiore vi era un quadro di san Rocco, ed inoltre vi aveva sede una confraternita dedicata al santo.
La chiesa è successivamente menzionata in un breve di papa Gregorio XV relativo all'altare privilegiato di san Giovanni Battista, nel 1623, e in un atto del 1664 nel quale la «chiesa seu cappella» veniva affidata all'arcidiacono di Oppido Mamertina. In quel secolo e nel successivo (fino al 1795), il luogo di culto fu adoperato anche per la sepoltura dei fedeli.

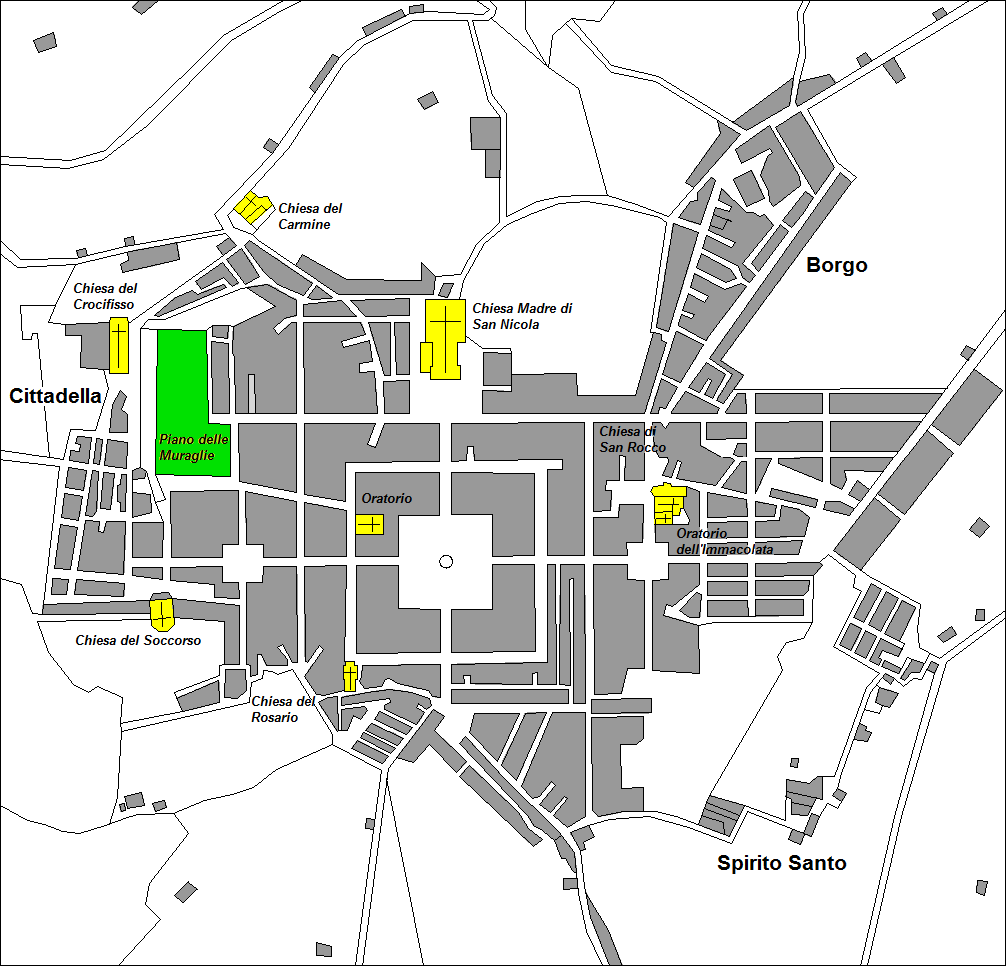
Localizzazione della chiesa di san Rocco e dell'oratorio dell'Immacolata nella pianta ottocentesca di Palmi.

Il luogo di culto è citato nuovamente come «dentro le mura» nella deposizione del 1740 dell'arciprete di san Nicola don Bruno Trifiletti, per l'elevazione della chiesa madre a collegiata.
La chiesa di San Rocco venne distrutta dal terremoto del 1783 e fu riedificata nel 1788 dall'appaltatore don Fulvio Messina, con direzione dei lavori da parte dell'ing. Pietro Galdo.
Nel 1803, data l'inagibilità della chiesa madre di san Nicola, le funzioni parrocchiali furono spostate nella chiesa di san Rocco, dove furono collocati temporaneamente il quadro della Madonna della Lettera e la statua di san Nicola.
Il terremoto del 1894 danneggiò nuovamente la chiesa, che risultò tra i luoghi di culto cittadini maggiormente colpiti dal sisma. L'edificio perse per sempre l'antico orologio all'italiana che aveva collocato sulla facciata.
La chiesa venne nuovamente colpita dal terremoto del 1908, e in seguito all'evento fu demolita e ricostruita a poche decine di metri di distanza, come cappella in legno e lamiere che, sconsacrata, tuttora esiste nella stessa piazza.

### Chiesa dell'Immacolata
Nel 1740 si ha notizia di una costruzione, l'oratorio dedicato a Maria Santissima Immacolata, realizzata accanto alla chiesa di San Rocco.
Il terremoto del 1894 danneggiò l'oratorio dell'Immacolata, che risultò tra i luoghi di culto cittadini maggiormente colpiti dal sisma.
Il luogo di culto venne nuovamente colpito dal terremoto del 1908, e in seguito fu ricostruito, in muratura e legname, nel luogo primitivo a differenza della chiesa di San Rocco spostata in un altro angolo della piazza.
La nuova chiesa dell'Immacolata subì un incendio il 30 dicembre 1924 e venne demolita nel 1949.

### Chiesa dell'Immacolata e San Rocco
Data la demolizione nel 1949 della chiesa dell'Immacolata e la precarietà della chiesa di San Rocco post terremoto del 1908, nel 1951 venne realizzata, su progetto di Giovanni Ammendolia e costruita da maestranze locali, l'attuale chiesa che riuniva in un unico edificio la devozione all'Immacolata concezione e a san Rocco, unificata già nel 1777 da un'unica confraternita pur mantenendo ancora, per quasi due secoli, distinti i luoghi di culto. L'area di sedime del nuovo edificio era quello che per secoli, e fino al 1908, aveva ospitato la vecchia chiesa di San Rocco. 
Negli anni sessanta vi fu l'adeguamento della chiesa alla riforma liturgica post Concilio Vaticano II, con la rimozione del vecchio altare maggiore e l'aggiunta di una mensa marmorea, al centro del presbiterio, e due amboni, ai lati.
Nel 1979 il luogo di culto e tutta la città di Palmi passarono dalla giurisdizione della diocesi di Mileto a quella nuova di Oppido Mamertina-Palmi.

## Descrizione

### Esterno

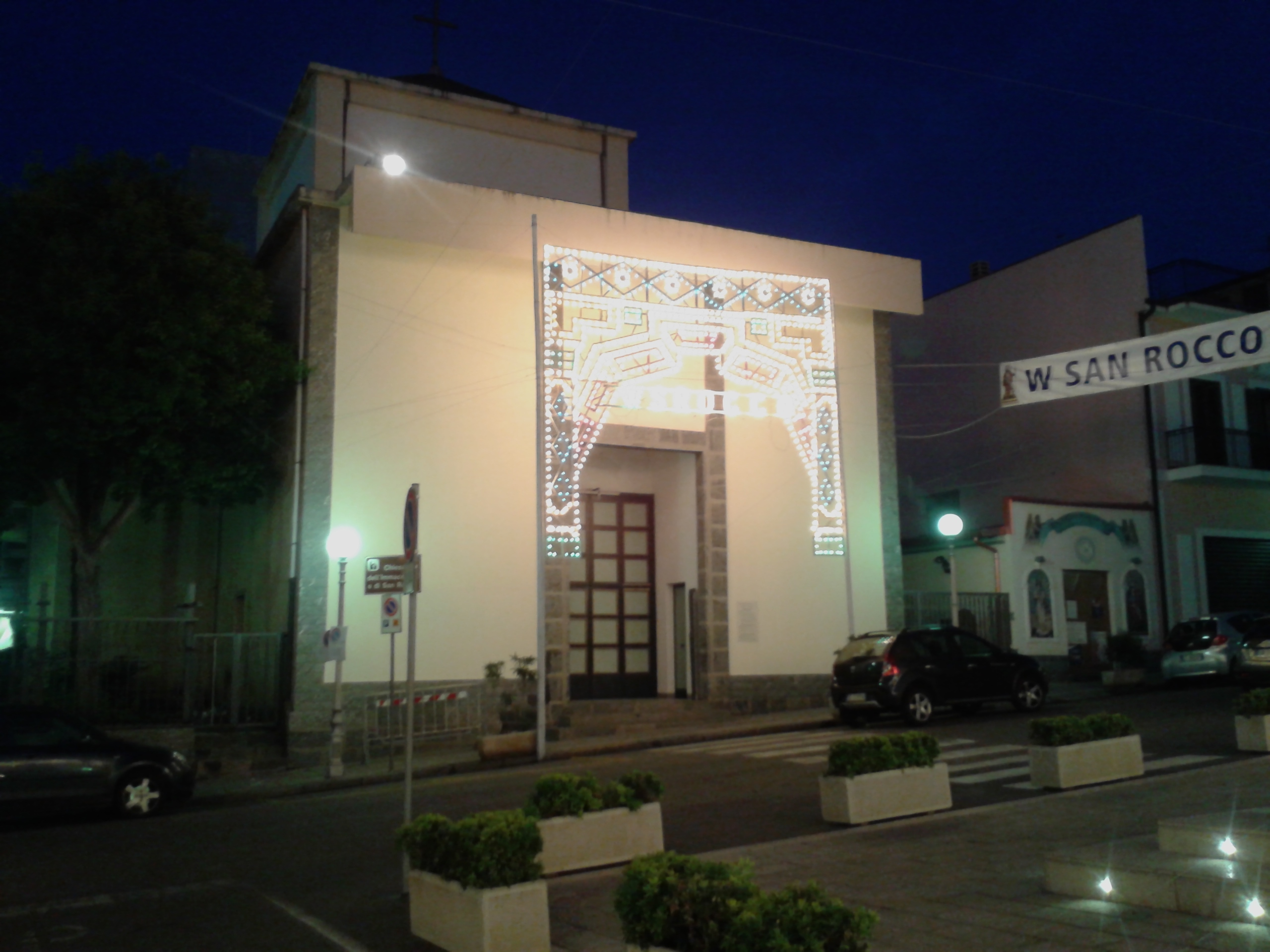
La chiesa, di notte, nei giorni della festa di San Rocco.

La facciata della chiesa è di forma rettangolare e presenta un'ampia zoccolatura in pietra scura, che si sviluppa per tutta la larghezza della stessa, raccordata con delle lesene decorative anch'esse in pietra scura, che la dividono in tre settori per tutta l'altezza. Nel settore centrale è collocato un atrio, in arretrato rispetto alla facciata e rialzato di tre gradini rispetto al sagrato, delimitato anch'esso da lesene. Nell'atrio si aprono tre ingressi, uno centrale di grandezza pari alla proiezione dell'apertura nella facciata, e due portoni laterali. Completa la facciata un ampio cornicione aggettante.
Le facciate laterali non presentano alcun tipo di elemento architettonico, eccezion fatta per due ingressi secondari in quella destra.
La copertura, costituita da un solaio in cemento armato, è piana ed aggettante con un ampio cornicione. Al centro della copertura si eleva una cupola a base quadrangolare, sorretta internamente alla chiesa da quattro pilastri, con finestre su tutte e quattro le facciate. La copertura della cupola è formata da un tetto a quattro falde.
Sul lato destro è collocato, in arretrato e in aderenza rispetto alla chiesa, un campanile con copertura a quattro falde e finestre su tutte e quattro le facciate. Davanti alla torre si trova un piccolo giardino, rialzato rispetto alla prospiciente via Guglielmo Oberdan e delimitato da recinzione, accessibile sia dall'interno della chiesa che dalla piazza San Rocco.

### Interno

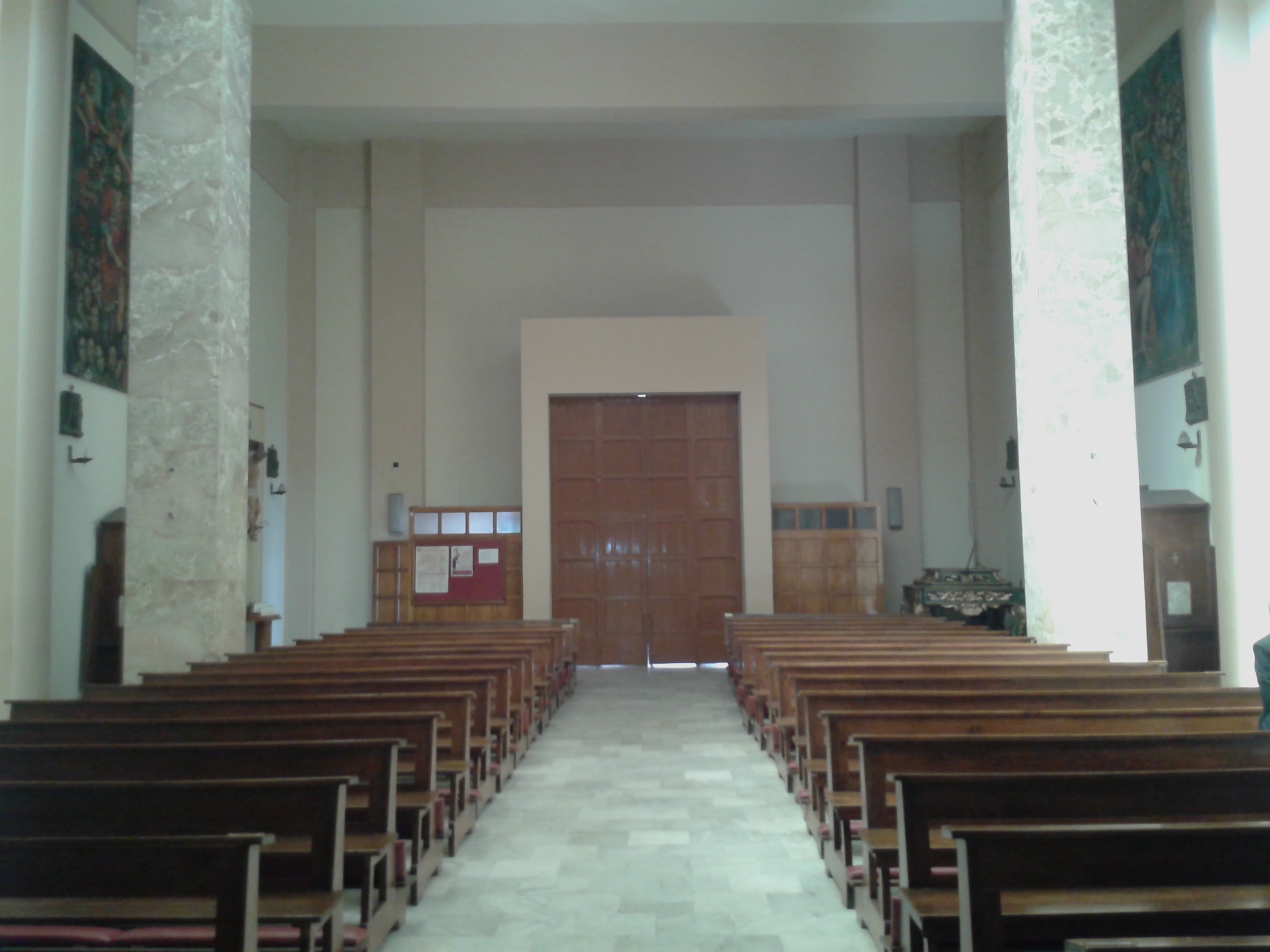
La controfacciata della chiesa.

Al suo interno la chiesa è formata da una sola navata nella quale, centralmente e ai lati, sorgono due absidi trapezoidali laterali sporgenti che corrispondono a due cappelle laterali. Sia l'aula che il presbiterio, rialzato di quattro gradini, sono collocati all'interno della navata, che si conclude con una parete di fondo curvilinea.

#### Navata
Nella controfacciata è posta, in corrispondenza dell'ingresso, una bussola centrale dalla quale si accede, ai due lati, ad altrettante bussole in legno di dimensione minore.
Le pareti laterali risultano scandite dalla struttura portante.
Nella parete sinistra, partendo dall'ingresso, si trovano due basi processionali in legno, utilizzate per trasportare a spalla in processione delle due icone di San Rocco e di Maria Santissima Immacolata, un ingresso laterale alla chiesa, un dipinto in olio su tela raffigurante San Rocco che intercede presso la Madonna contro la peste (1981) realizzato dall'artista Maurizio Carnevali, l'apertura della cappella di San Rocco e, in fondo alla parete, un ulteriore ingresso laterale.

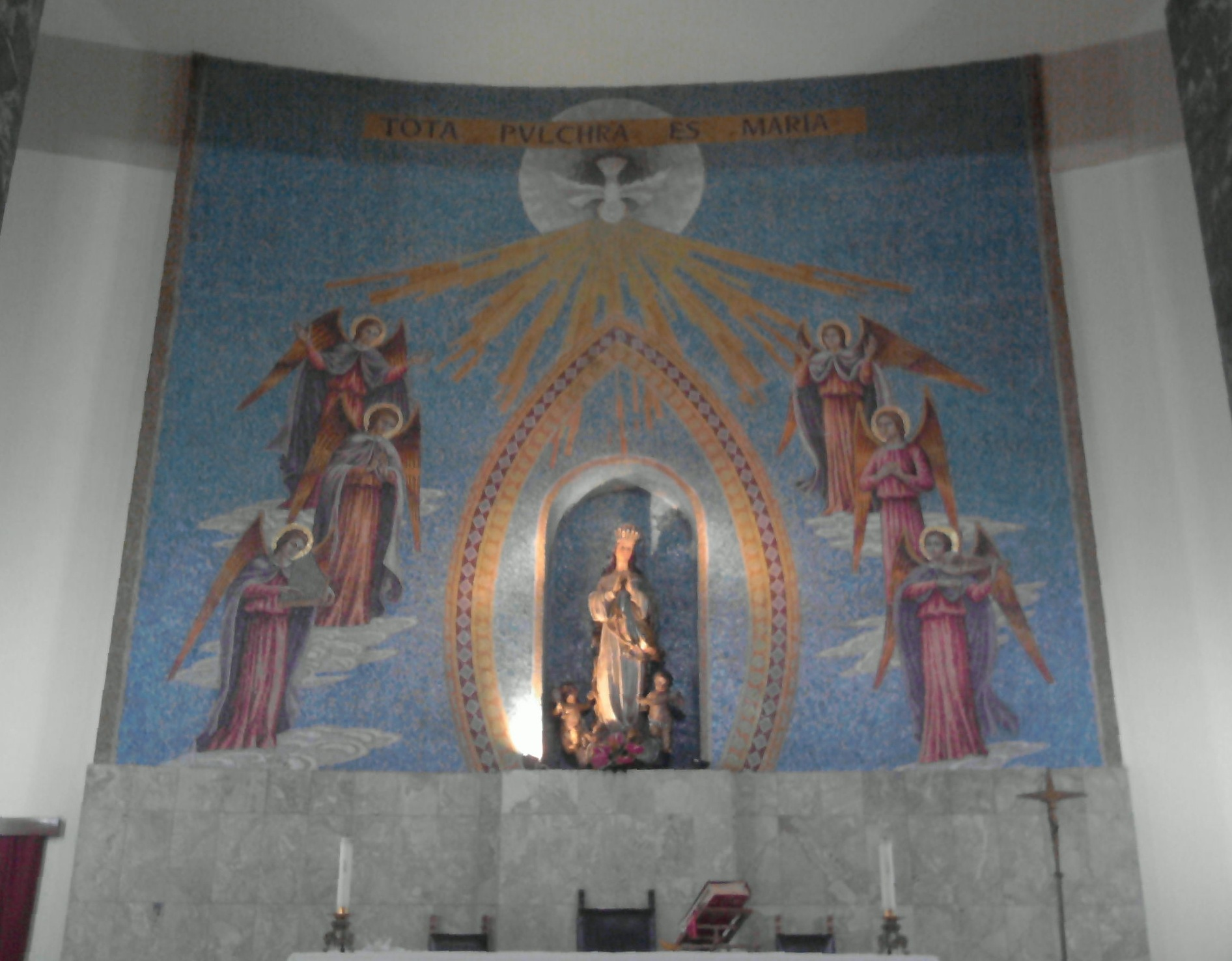
Il mosaico della parete di fondo.

Nella parete destra, sempre partendo dall'ingresso, è collocato un Crocifisso (1982) in legno,
un dipinto in olio su tela raffigurante San Rocco tra gli appestati (1981) realizzato anch'esso dall'artista Maurizio Carnevali, un confessionale in legno, l'apertura della cappella di Santa Rita e, in fondo alla parete, la porta d'accesso alla sacrestia preceduta da un secondo confessionale in legno.
Completano le pareti laterali le Stazioni della Via Crucis realizzate in ceramica.
La parete di fondo curvilinea presenta un ampio mosaico (circa 50 m²), di scuola fiorentina, raffigurante la colomba dello Spirito Santo tra angeli musicanti e angeli adoranti con la scritta <<tota pulchra es Maria>> (XX secolo), realizzata con materiale proveniente da Murano e Ravenna e al cui centro si apre una nicchia, semicilindrica e con volta a cupola, contenente un gruppo scultoreo in gesso scolpito e dipinto rappresentate l'Immacolata Concezione e angeli (1927), di scuola romana.
Il soffitto della chiesa è formato da una copertura piana costituita da un solaio in cemento armato. Centralmente al solaio si innalza, sorretta inoltre da quattro pilastri, una cupola rettangolare nelle cui pareti sono posizionate cinque aperture lunghe e strette per ogni lato, dalle quali prende luce l'intero edificio.
La pavimentazione è invece in lastre di marmo grigio.

#### Cappella di Santa Rita da Cascia

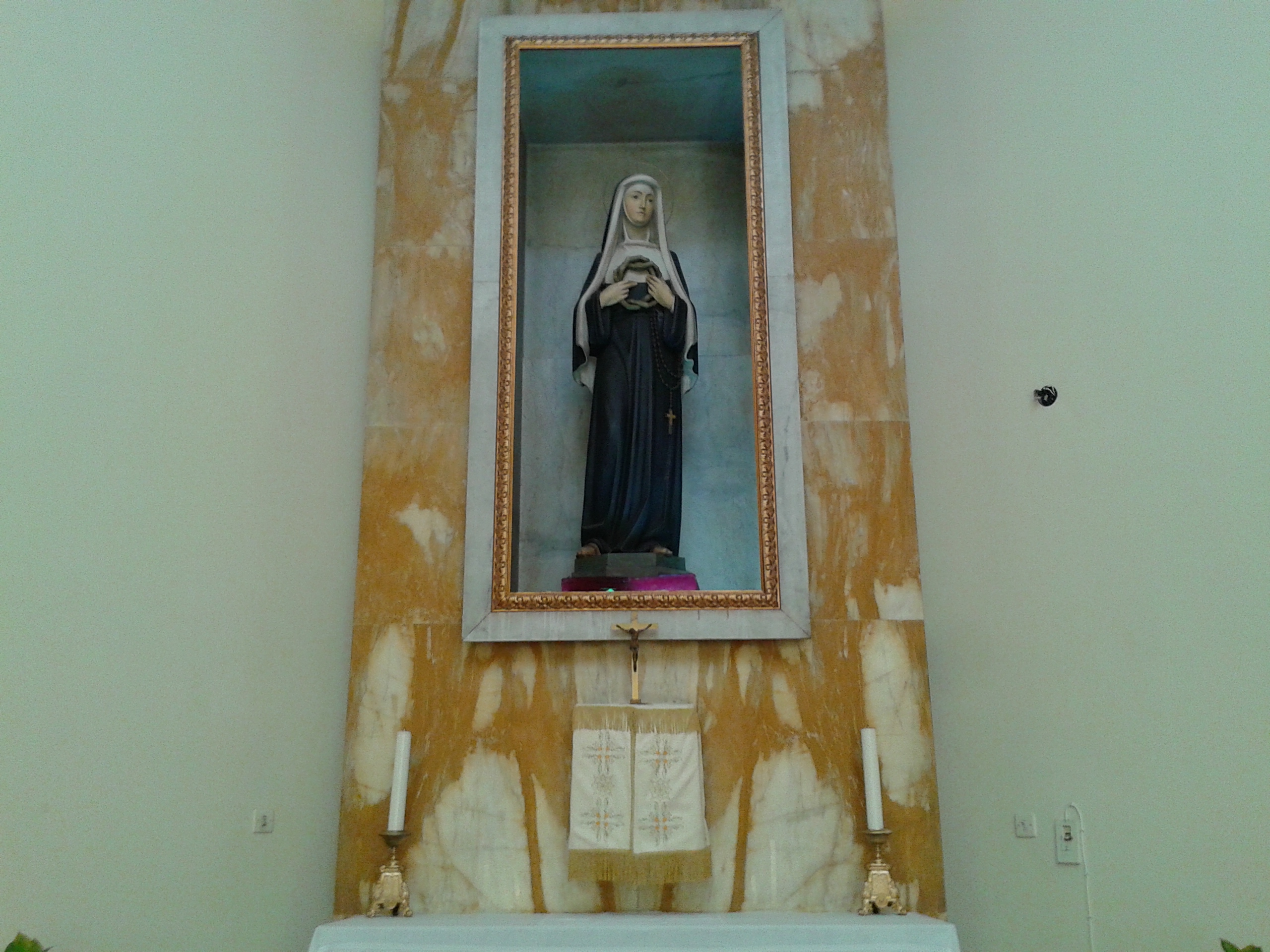
L'altare della cappella di Santa Rita.

Centralmente alla parete laterale destra si apre la cappella dedicata a Santa Rita da Cascia, di forma trapezoidale e rialzata di un gradino rispetto alla navata.
Addossato alla parete centrale della cappella è collocato laltare laterale di Santa Rita, rialzato di ulteriori due gradini e realizzato in marmo bianco e policromo con edicola soprastante, al cui interno è collocata una statua di Santa Rita da Cascia (XX secolo), in legno scolpito e dipinto. A lato destro dell'altare è posizionata una piccola colonna in legno che sorregge una statua del Sacro Cuore di Gesù, in gesso modellato e dipinto.

#### Cappella di San Rocco

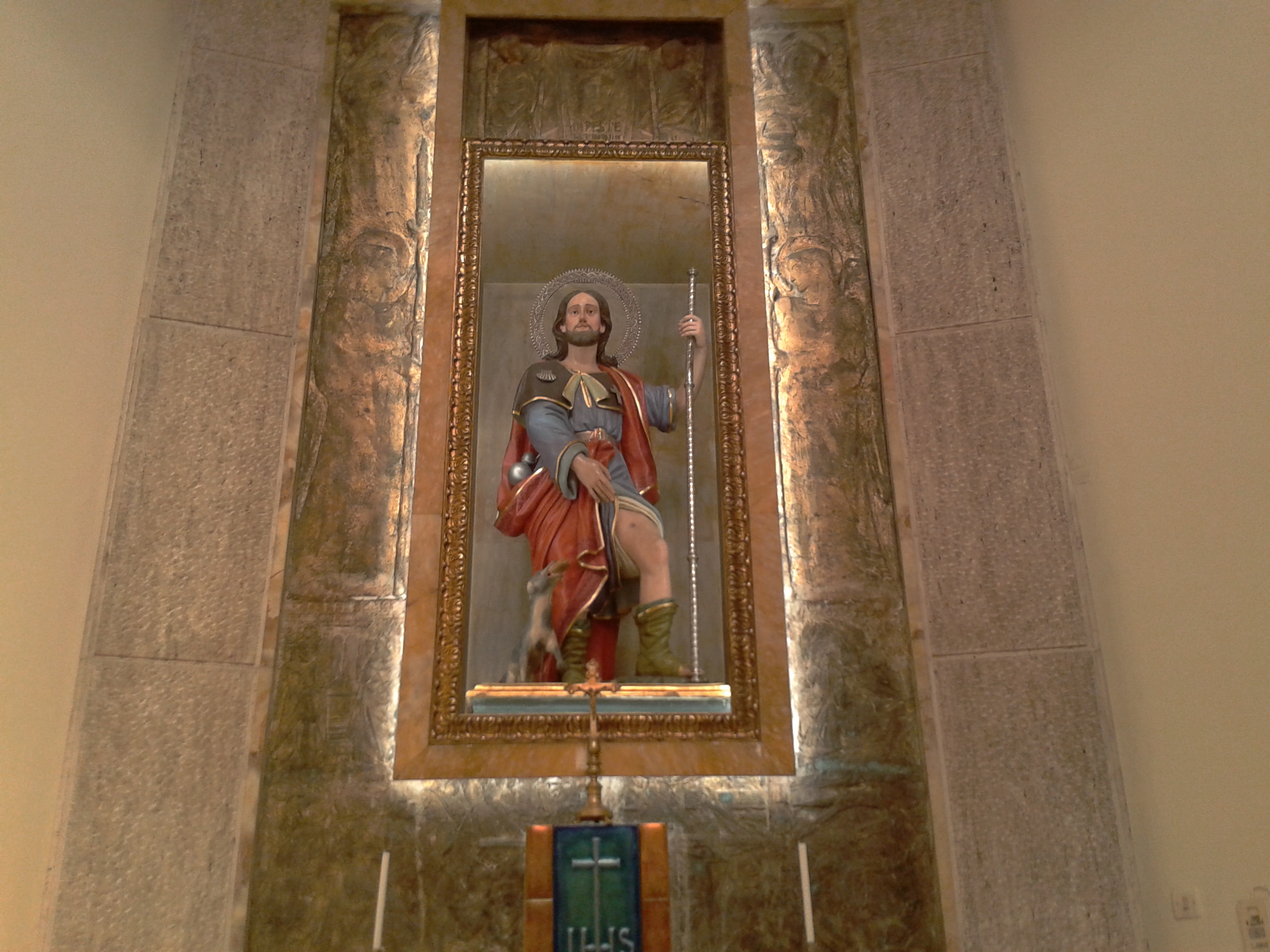
L'altare della cappella di San Rocco.

Centralmente alla parete laterale sinistra si apre invece la cappella dedicata a San Rocco, anch'essa di forma trapezoidale e rialzata di un gradino rispetto alla navata.
Addossato alla parete centrale della cappella è collocato l'altare laterale di San Rocco (1962), rialzato di ulteriori due gradini e realizzato in marmo e bronzo sbalzato ad opera dello scultore Alessandro Monteleone. Nel bronzo sono rappresentate dall'artista la Salita al Calvario, l'Orazione di Cristo nell'orto degli ulivi, il Volto di San Rocco, una figura maschile di offerente, la Crocifissione di Cristo, l'Ultima Cena, il Sacrificio eucaristico e angeli. Al centro dell'altare è collocata una nicchia contenente la statua di San Rocco (XVII secolo), realizzata in legno di tiglio scolpito e dipinto da artista ignoto.

## Feste e ricorrenze
- Festa di San Rocco (16 agosto, con processione per le vie cittadine e "corteo degli spinati");
- Raduno della corporazione dei contadini della Varia (ultima domenica di agosto - evento legato al corteo storico della Varia di Palmi);[20]
- Festa di Maria Santissima Immacolata (8 dicembre, con processione per le vie cittadine).

## Titoli
- Chiesa sussidiaria. Il luogo di culto appartiene alla Parrocchia di San Nicola vescovo[21] ed in passato, precisamente nella metà del XIX secolo, ha assolto temporaneamente anche le funzioni di chiesa parrocchiale, per l'inagibilità della chiesa madre di San Nicola.[9]

Inoltre la chiesa è la sede della Venerabile congrega di Maria Santissima Immacolata e del glorioso San Rocco fin dall'apertura al culto dell'edificio attuale.

### Esplicative
1. ↑  La chiesa, retta dal sacerdote Pietro Hano e procuratore Scipione Lombardo, non era consacrata e nemmeno pavimentata. L'entrate era di 6,35 ducati annui che proveniva dai censi di dieci fondi rustici. Le due porte della chiesa avevano le serrature e le relative chiavi, non c'era l'acquasantiera e non era stata ancora posizionata la campana avente valore di 35,00 ducati.
2. ↑  Dipinto ad olio, con cornice dorate e l'altare ornato con tre tovaglie, i candelieri e l'avantaltare di tela gialla.
3. ↑  Nello stesso viene riferito della presenza di cinque sacerdoti, officianti la chiesa.
4. ↑  Con intestazione ai "SS. Rocco e Michele e a S. Maria dell'Arco".

### Bibliografiche
1. 1 2 3 4 5 6 7 8 9 10 11 12 13 14 15 16 17 18 19 20 21 22 23 24 25 26 27 28 29   Chiesa dell'Immacolata <Palmi>, su Le chiese delle diocesi italiane, Conferenza Episcopale Italiana. URL consultato il 18 settembre 2016.
2. ↑   Chiesa di Maria Santissima Immacolata e San Rocco, su chiesa-di-maria-santissima-immacolata-e-san.business.site.
3. 1 2 3 4 5 6 7 8 9 10   La voce del Tirreno, 5 marzo 2009 anno 3 n. 3 (PDF), su lavocedeltirreno.it. URL consultato il 24 settembre 2016 (archiviato dall'url originale il 24 febbraio 2013).
4. 1 2  Le Chiese di Palmi nel 1586, Antonio Tripodi Archiviato il 17 settembre 2013 in Internet Archive.
5. ↑  Rocco Liberti, pag. 34.
6. ↑  Rocco Liberti, pag. 6.
7. ↑  De Salvo, pag. 237.
8. 1 2   LA FESTA DI SAN ROCCO A PALMI, su arteculturafotoin.it. URL consultato il 22 settembre 2014 (archiviato dall'url originale il 16 ottobre 2014).
9. 1 2  Romeo Baldari, pag. 38.
10. ↑  Periodico "Madre Terra News" n. 34 - Ottobre 2012 Pag. 30-31
11. 1 2  Calogero, pag. 10.
12. ↑  Ferraro, pag. 28.
13. ↑  De Salvo, p. 257.
14. ↑   pag. 1361 (PDF), su vatican.va. URL consultato il 4 marzo 2013.
15. ↑   Carnevali M. (1981), San Rocco che intercede presso la Madonna contro la peste, su beweb.chiesacattolica.it. URL consultato il 13 giugno 2019.
16. ↑   Carnevali M. (1981), San Rocco tra gli appestati, su beweb.chiesacattolica.it. URL consultato il 13 giugno 2019.
17. ↑   Casa Rampini sec. XX, Colomba dello Spirito Santo tra Angeli, su beweb.chiesacattolica.it. URL consultato il 17 giugno 2019.
18. ↑   Bottega romana (1927), Madonna Immacolata, su beweb.chiesacattolica.it. URL consultato il 17 giugno 2019.
19. ↑   Bottega calabrese sec. XIX, San Rocco - Scheda su BeWeb, su beweb.chiesacattolica.it. URL consultato il 17 giugno 2019.
20. ↑   Contadini, su mbuttaturidellavaria.it. URL consultato il 22 novembre 2014 (archiviato dall'url originale il 29 novembre 2014).
21. ↑  BeWeB.
22. ↑   Confraternita di Maria SS. Immacolata e San Rocco, su confraternite.it. URL consultato il 3 agosto 2020.